# Carry trade
Een carry trade is een investeringsconstructie in de valutamarkt, zoals het lenen van geld in landen met een lage interest en dit vervolgens investeren in een land met een hoge interest. Dit proces heet carry trading.
Bij een carry trade leent men in een valuta waar de rente laag is, om het geld uit te lenen in een valuta waar de rente hoger is. Zo ontvangt de investeerder de 'spread' (het verschil) tussen de beide rentepercentages. Het bekendste voorbeeld van een carry trade is om geld te lenen in Japan waar de rente laag is (bijvoorbeeld 0,25%). Een voorbeeld: een investeerder leent 10 mln. yen tegen 0,5% interest op jaarbasis. Dit zet hij om in euro's. De verkregen €65500,- zet hij in Nederland op de bank tegen 3% interest. Hiermee maakt hij dan 2,5% winst per jaar, meer dan 1600 euro, zonder dat hij er eigen vermogen in heeft moeten steken. In theorie zou hij dus oneindig veel inkomen kunnen vergaren door een oneindig bedrag te lenen en dit weer te investeren.
Het belangrijkste risico is een verandering van de wisselkoers tussen de beide valuta. Een kleine verandering van de wisselkoers kan grote gevolgen hebben voor het resultaat van de carry trades. Indien de handelaren hun carry trades willen terugdraaien ontstaat er een koopdruk op de geleende valuta en verkoopdruk op de valuta waarin ze het geld uitgeleend hebben. Dit zorgt voor extra problemen.